# Yvette Roudy
Yvette Roudy (Pessac, Gironde, 10 d'abril de 1929) és una política francesa defensora de la causa feminista. Membre del Partit socialista (PS), ha estat diputada europea (1979-1981), Ministra dels Drets de la Dona (1981-1986), i després diputada per Calvados i alcaldessa de Lisieux (1989-2001).

## Biografia
Yvette Roudy estudià en una escola professional, obligada pel seu pare. Als 17 anys va començar a treballar i es va inscriure en un curs nocturn per traure's el batxillerat.
El 1963 va traduir The Feminine Mystique, de Betty Friedan, que acabava de sortir als Estats Units. Aquest llibre es converteix en una revelació per a ella i li permet expressar en paraules el que sentia. El 1962 emergeix el Moviment Democràtic de Dones (MDF) (un grup d'esquerra no comunista). Yvette Roudy el descobreix gràcies a Colette Audry i es convertirà ben aviat, juntament amb Marie-Thérèse Eyquem, en la primera portaveu del grup. El 1965, Yvette Roudy és conscient de la necessitat d'entrar en política per dinamitzar el debat sobre la causa de la dona. Donarà suport a François Mitterrand.
Va ser elegida diputada al Parlament Europeu el 1979, en les llistes del Partit Socialista (PS), i va ser nomenada Ministra de Drets de la Dona (1981-maig 1986) durant els primers set anys de François Mitterrand al càrrec. Entre els seus assessors ministerials hi havia el socialista Dominique Jourdain, futur alcalde de Château-Thierry; Simone Iff, l'anterior vicepresidenta del Moviment Francès per a la Planificació Familiar; i Jeannette Laot, que, sorgida de la Confederació Francesa Democràtica del Treball, va copresidir el Moviment per la llibertat de l'avortament i els mètodes anticonceptius.
En arribar al govern en 1981, inicia una campanya sobre l'anticoncepció i estableix el finançament de l'avortament per la Seguretat Social. També el 1981 es va crear l'Associació de Dones Periodistes amb el suport d'Yvette Roudy.
Feminista i signatària del Manifest de les 343, es troba en l'origen de dues famoses lleis:
- La llei Roudy per l'IVG, llei sobre el finaçament de la interrupció voluntària de l'embaràs (IVG) del 31 de desembre de 1982.[8]
- La llei Roudy per la paritat, llei sobre «la igualtat de l'home i la dona que treballen en empreses» del 13 de juny de 1983.[4][9]

Però els projectes no són tots d'èxit: La llei contra el masclisme de 1983, mentre ella és ministra dels Drets de la Dona, va suposar un amarg fracàs davant l'oposició dels anunciants i defensors de la «llibertat de la premsa».
El 1982, Yvette Roudy celebra oficialment el 8 de març amb la idea de «començar la lluita de les dones per aturar les desigualtats i discriminacions de què són víctimes». La data del 8 de març estava vinculada a la mítica vaga de les treballadores nord-americanes el 1857; en tot cas, aquesta celebració oficialitza la data com a «Dia internacional de la lluita de les dones», ja que es reivindica com a «Dia de la dona».
El 1984 estableix la Comissió per a la feminització dels noms de professions, rangs i funcions i escull Benoite Groult com a presidenta. El 3 de desembre, la primera conferència de la Lliga de Drets de la Dona va ser organitzada i recolzada per Yvette Roudy.
Yvette Roudy continuà la lluita per la igualtat i el novembre de 1992 participa en la declaració de la primera cimera europea a Atenes. La declaració exposava que «com que les dones representen més de la meitat de la població, la democràcia imposa la paritat en la representació i l'administració de les nacions». Va ser llavors que es va crear l'Assemblea de les dones, que tenia com a objectiu incloure la paritat en la Constitució i les institucions (1992-1993). El mateix any va escriure el llibre Però de què tenen por? i va signar el «Manifest dels 577» per a la paritat. El 1996 decideix reunir diverses dones, antigues ministres, per tal de dur a terme una acció conjunta. Això culmina amb el «Manifest dels deu» publicat al diari L'Express. Proposa la no-acumulació de mandats, la introducció de la proporcionalitat i fins i tot es parla de quotes en cas de necessitat.
Yvette Roudy va ser elegida diputada per Calvados (1986-1993 i 1997-2002) i alcaldessa de Lisieux de 1989 a 2001. És membre del Comitè Nacional del Partit Socialista i dirigeix ara el corrent 'Renovar ara', amb Arnaud Montebourg. Ella donà suport a Ségolène Royal per a la candidatura del PS i formà part del seu equip de campanya per a les eleccions presidencials del maig del 2007; després es mostrà a favor de la candidatura de François Hollande el 2011. Tot i que tenia previst votar Benoît Hamon en les primàries de 2017, li va retirar el suport poc abans de la segona volta, retraient-li les seves declaracions sobre el vel islàmic.
És massona, membre de la Gran Logia de les Dones de França (GLFF). Els seus arxius són dipositats al Centre d'Arxius del Feminisme, allotjat a la Biblioteca Universitària de la Universitat d'Angers.